# Caliphruria
Caliphruria – rodzaj roślin z rodziny amarylkowatych. Obejmuje cztery gatunki. Trzy z nich rosną w zachodniej Kolumbii, a jeden w Peru.

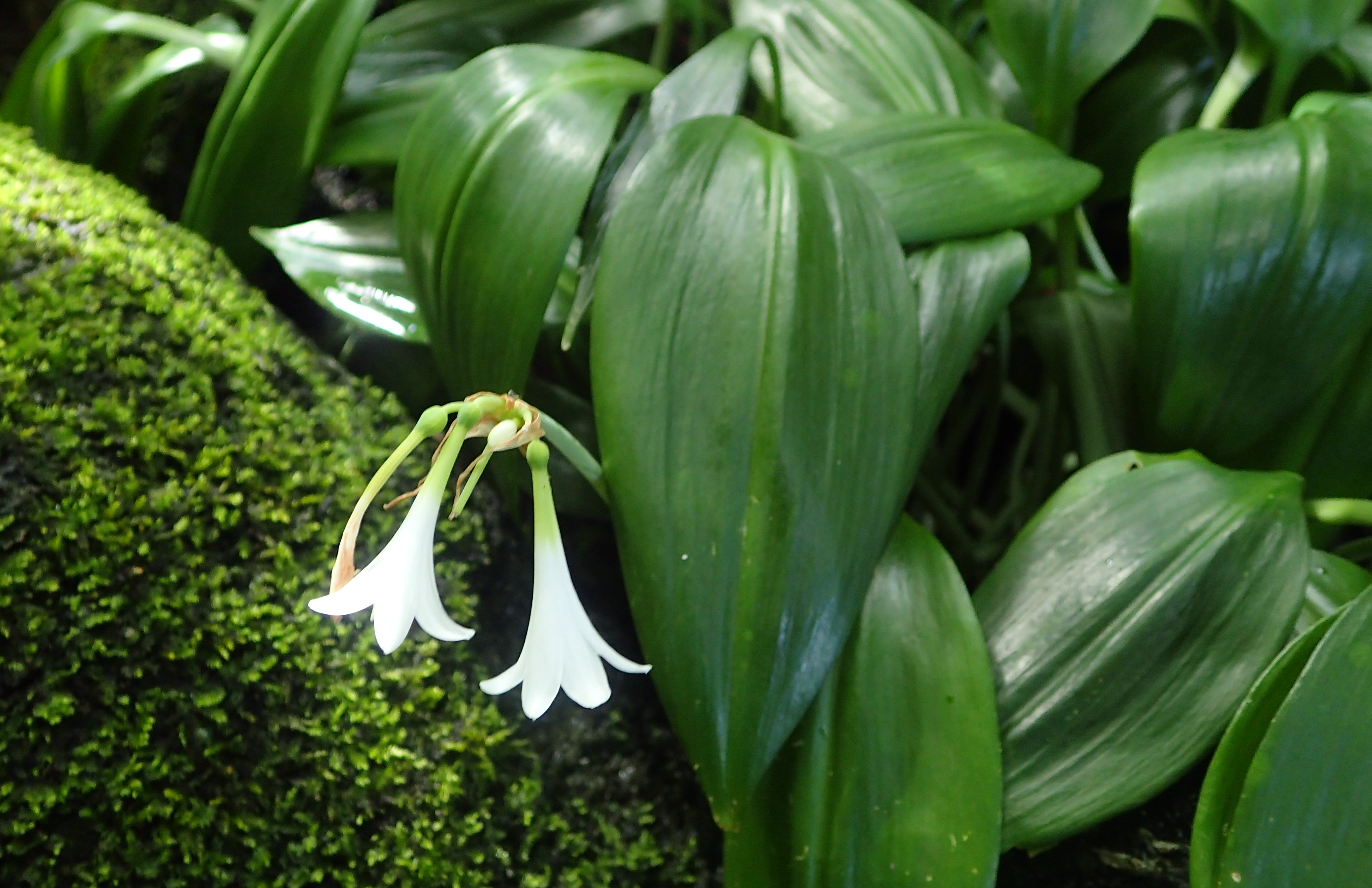
Caliphruria subedentata

## Systematyka
Pozycja systematyczna
Gatunki tu należące bywają włączane do rodzaju Eucharis, z którego przedstawicielami tworzą mieszańce (×Calicharis). Rodzaje te należą do plemienia Stenomesseae, podrodziny amarylkowych Amaryllidoideae z rodziny amarylkowatych Amaryllidaceae. W przeszłości w różnych systemach klasyfikowany był w szeroko ujmowanej rodzinie liliowatych. 
Wykaz gatunków
- Caliphruria hartwegiana Herb.
- Caliphruria korsakoffii (Traub) Meerow
- Caliphruria subedentata Baker
- Caliphruria tenera Baker